# Акмена (приток Юры)
Акмена́ (лит. Akmena) — река в Литве, протекает по территории Кельмеского района Шяуляйского уезда и Шилальского и Таурагского районов Таурагского уезда на западе страны. Левый приток средней Юры.
Длина реки составляет 71 км. Площадь водосборного бассейна — 402 км². Средний расход воды — 5,0 м³/с.
Акмена начинается в лесу Пашилес близ южной окраины болота Шилупё около деревни Паалксняй на Жямайтской возвышенности. Течёт в основном на юго-запад, в низовье преобладающим направлением течения становится юг. В среднем течении реку пересекает автомагистраль A1. Впадает в Юру ниже местечка Паграмантис.